# باول إل. دوغلاس
باول إل. دوغلاس (بالإنجليزية: Paul L. Douglas)‏ هو محامي أمريكي، ولد في 19 سبتمبر 1927، وتوفي في 5 نوفمبر 2012.